# 한창 (전조)
한창(漢昌)은 중국 전조(前趙) 은제(隱帝)의 연호이다. 318년 7월에서 9월까지 3개월 동안 사용하였다.
같은 시기에 사용된 다른 연호로는 동진(東晉)에서 사용한 대흥(大興 : 318년 ~ 321년), 성한(成漢)에서 사용한 옥형(玉衡 : 310년 ~ 334년), 전량(前凉)에서 사용한 건흥(建興 : 314년 ~ 361년)이 있다.

## 개원
인가(麟嘉) 3년 7월 20일(318년 9월 1일)에 연호를 한창(漢昌)으로 개원함.

## 연대대조표
| 한창                | 원년            |
| 서력                | 318년           |
| 육십간지 (六十干支) | 무인(戊寅)      |
| 동진 (東晉)         | 대흥(大興) 원년 |
| 성한 (成漢)         | 옥형(玉衡) 8년  |
| 전량 (前凉)         | 건흥(建興) 6년  |

## 같이 보기
- 중국의 연호